# Argelouse
 Argelouse  (en occitano Argelosa) es una población y comuna francesa, situada en la región de Aquitania, departamento de Landas, en el distrito de Mont-de-Marsan y cantón de Sore.

## Demografía
| 53 | 37 | 37 | 55 | 54 | 55 |
| Para los censos de 1962 a 1999 la población legal corresponde a la población sin duplicidades (Fuente: INSEE [Consultar]) |    |    |    |    |    |